# Piotrowice-Osiedle

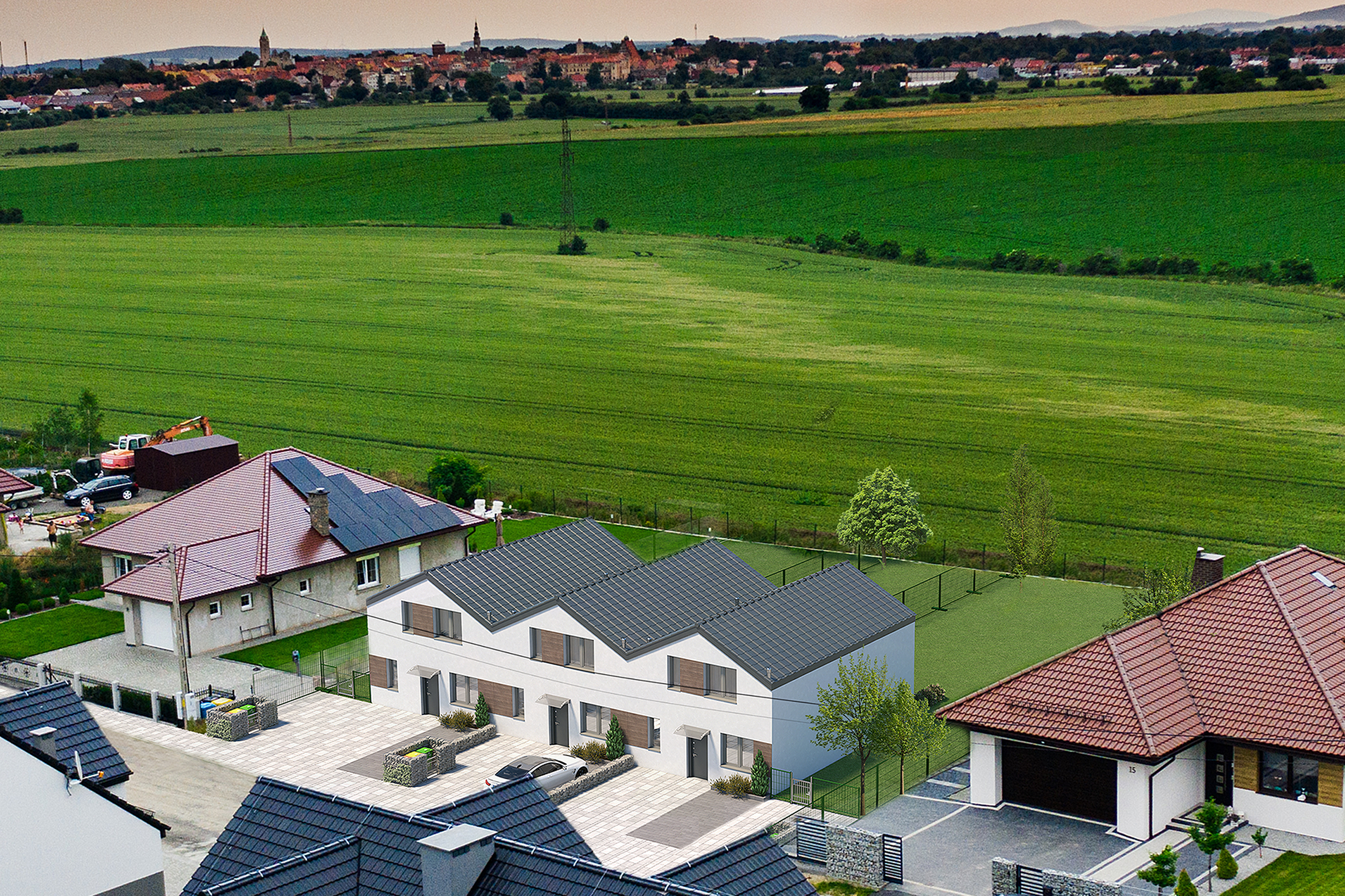
Piotrowice-Osiedle 14

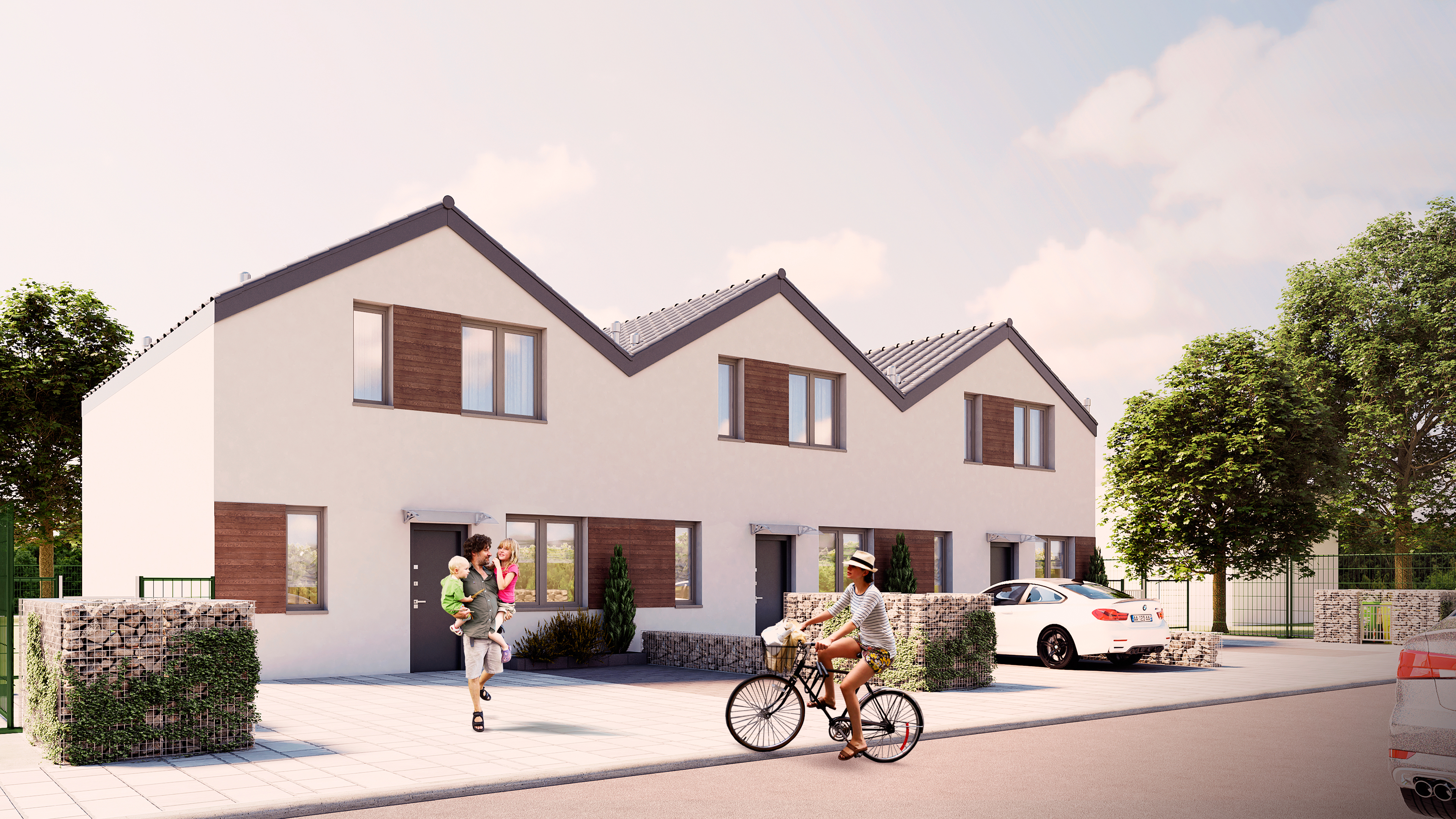
Piotrowice-Osiedle 14

Piotrowice-Osiedle – osiedle wsi Piotrowice w Polsce, w województwie dolnośląskim, w powiecie jaworskim, w gminie Męcinka.
W latach 1975–1998 miejscowość administracyjnie należała do województwa legnickiego.